# Klodian
Klodion (łac. Clodio lub Chlodio), zwany Długowłosym lub Włochatym (ur. ok. 395, zm. 447/449) – jeden z przypuszczalnych pierwszych królów Franków salickich. 
Klodion był na poły legendarnym królem Franków salickich. Uważa się go za ojca Meroweusza (łac. Merovechus lub Meroveus). Miał być synem Faramunda (łac. Pharamundus) i Argotty, pochodzącej z Turyngii. Tym samym był prawdopodobnym następcą Markomera (łac. Marcomerus lub Marcomirus), nieznanego bliżej władcy Franków salickich. W czasie panowania rezydował w Tornacum, obecnie Tournai w Belgii.
Skąpe informacje o czynach Klodiona zawierają dzieła Grzegorza z Tours i Sydoniusza Apolinarego. Wiadomo że w początkach panowania zamieszkiwał miejscowość Dispargum skąd najechał w 431 roku krainę Artois. Jednak został pokonany przez Aecjusza, głównego dowódcę sił rzymskich w Galii. Nie zniechęciło go to jednak i wkrótce uderzył na Cambrai (łac. Cameracum) skąd opanował większość terenów aż po Sommę po czym, w niedługim czasie, przeniósł stolicę Franków salickich do Tournai.
Jego synem miał być Meroweusz. Istnieją jednak przypuszczenia, że byli oni "zaledwie" wodzami dwóch różnych odłamów Franków salickich, z których jeden miał osiągnąć pełnię władzy po śmierci drugiego.
Istnieją też przypuszczenia, że Klodion (ur. 390, zm. 448) pochodził z Porty (prawdopodobnie dzisiejsza Portugalia) i miał zostać królem Franków salickich dopiero w 432 roku. Potem zaś miał abdykować (?) w 440 roku.
Mimo tych skąpych informacji, samo istnienie powyższego władcy nie jest kwestionowane.